# Shalom Tomáš Neuman
Pour les articles homonymes, voir Neuman.
Shalom Tomáš Neuman, né le 27 juillet 1947 à Prague, Tchécoslovaquie, est un artiste visuel américain d'origine tchèque, fondateur des musées internationaux de la fusion à New York, Easton, en Pennsylvanie, et Prague, en Tchéquie.

## Biographie
Neuman est né dans une famille juive à Prague, en Tchécoslovaquie. Durant la Seconde Guerre mondiale, une grande partie de sa famille est tuée, puis, pendant l'ère du rideau de fer qui a suivi, de nombreux membres survivants de sa famille doivent choisir entre la Sibérie ou la mort.  Neuman et sa famille déménagent en Israël.  À l'âge de 12 ans, Neuman émigre aux États-Unis avec sa famille. Neumann étudie à la Tyler School of Art de Philadelphie avant d'obtenir un double BFA et MFA de l'Université Carnegie-Mellon en sculpture et peinture. Neuman fait également fait des études supérieures à Fondation des Écoles d'Art Américaines de Fontainebleau, en Seine-et-Marne.
Neuman enseigne à la Cooper Union et à la Parsons School of Design et est conférencier invité à la School of Visual Arts, au Institut Pratt et à Université Yale. Neuman est membre de la Rivington School. Neuman est récipiendaire d'un prix Premio Galileo Giglio d'Oro en art en 2013, à l'occasion duquel il produit un événement fusionisme au Teatro della Pergola de Florence. Neuman est étroitement associé au collectif littéraire New York City The Unbearables.
D'août à novembre 2011, son travail fait l'objet de l'exposition The Fusion Art of Shalom Neuman à la National Gallery de Prague.

## Ouvrages d'art
Le travail de Neuman a été écrit par des critiques tels que Donald Kuspit et Robert C. Morgan, qui a décrit le travail de Neuman comme « l'humanisme en exil ».  Son œuvre est conservée dans la collection permanente de la Galerie nationale de Prague, du Musée juif de Prague, du Musée Kampa de Prague ainsi que du Musée Ellis Island et du MoMA tous deux à New York. Neuman a et a eu des œuvres dans les collections d'Elaine de Kooning, Enrico Baj, Chemical Bank, Paolo Martini et Ivan Karp, entre autres.

## Musées
Quelque temps après avoir déménagé à New York, Neuman achète un immeuble abandonné sur Stanton Street à Manhattan pour 125 000$ où il fonde le musée FusionArts dans le Lower East Side de New York et par la suite dans deux autres endroits, à Prague et à Easton, Pennsylvanie, aux États-Unis.